# Kangina
Kangina (kʌn'ɡiːnɜ, tudi gangina; darijsko کنگینه, dobesedno »zaklad«) je tradicionalna afganistanska tehnika konzerviranja svežega sadja, zlasti grozdja, v neprodušnih diskih (prav tako imenovanih kangina), izdelanih iz blata in slame. Stoletja stara tehnika izvira iz podeželskih območij osrednjega in severnega Afganistana, kjer oddaljene skupnosti, ki ne morejo uvažati svežega sadja, jedo tako konzervirano grozdje vso zimo, trgovci pa uporabljajo kangine za varno skladiščenje in transport grozdja za prodajo na tržnici. V sodobnem Afganistanu običajno shranjujejo grozdje sort Taifi ali Kishmishi z debelo lupino, ki se obira pozneje v sezoni in ostane sveže v blatnih posodah do šest mesecev.
Metoda, oblika shranjevanja v pasivno nadzorovani atmosferi, deluje tako, da se sadje zapre v blato, bogato z glino, in tako omeji pretok zraka, vlage ter mikrobov, podobno kot v plastični vrečki. Diski so sestavljeni iz dveh skledastih kosov, ki sta oblikovana iz blata in slame ter pečena na soncu, nato pa napolnjena s kilogramom ali dvema nepoškodovanega sadja in zapečatena z obodom iz blata. Hranijo se na suhem in hladnem, stran od neposredne sončne svetlobe. Nekoliko prepusten glinen obod omogoča vstop kisika v posodo in ohranja grozdje živo, medtem ko povišana koncentracija ogljikovega dioksida v notranjosti zavira presnovo grozdja in preprečuje rast gliv. Preprečuje tudi izsušitev, blato pa absorbira tekočino, ki bi sicer povzročila razmnoževanje bakterij in gliv.
Praksa shranjevanja grozdja v blatu in slami je bila zabeležena že v 12. stoletju: v svoji Knjigi kmetijstva je seviljski agronom Ibn al-'Awwam omenil polaganje grozdja v plasteh s slamo v steklene posode, zaprte z blatom v Andaluziji.
Kangine so poceni, okolju prijazne in učinkovite posode za shranjevanje svežega sadja. Nedavna študija je dokazala, da so tako učinkovite kot škatle iz polistirenske pene. Po drugi strani so težke in nagnjene k absorbiranju vlage.